# Onderwal

Voorbeeld illustratie van een faussebraye (C) met daarachter de hoofdwal en de bedekte weg

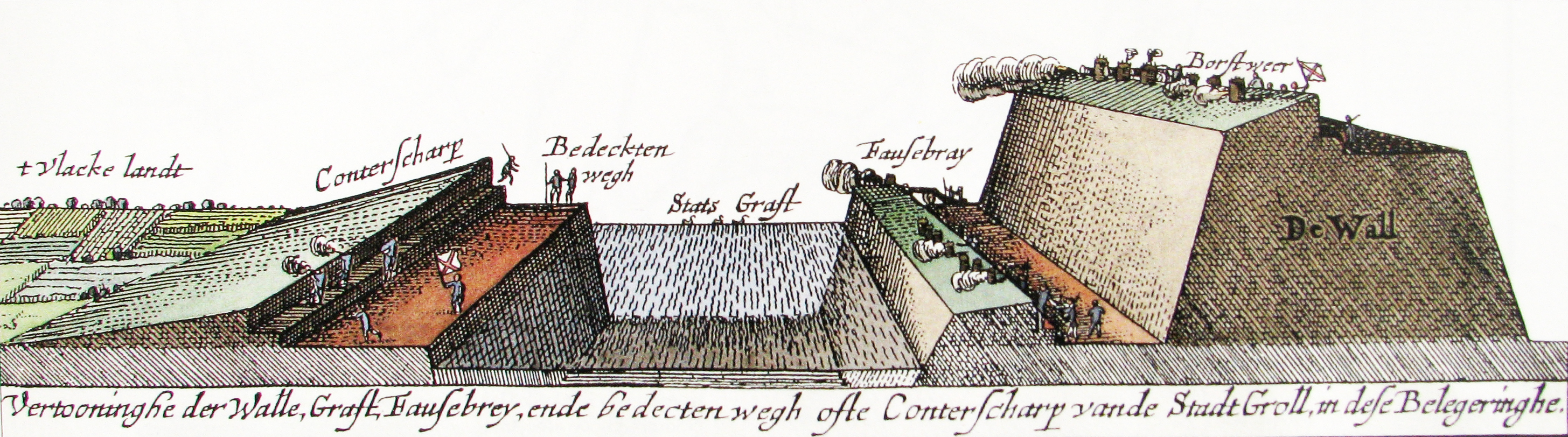
Weergave van o.a. de faussebraye tijden het Beleg van Groenlo in 1627

Een onderwal of faussebraye is een benaming voor een lage wal gelegen voor de hoofdwal van een vesting en bedoeld voor de nabijheidsverdediging van een vesting.
Vanaf de onderwal konden soldaten met musketvuur aanstormende vijandelijke soldaten bestoken. De onderwal kwam in het Nieuw Nederlands Vestingstelsel niet meer voor omdat het een vesting uiterst kwetsbaar maakte; wanneer de onderwal eenmaal veroverd was kon men vrij gemakkelijk de hoofdwal ondermijnen aangezien verticale verdediging bij een vestingwal niet mogelijk is.
In Nederland is een voorbeeld van een onderwal te zien in de vestingwerken van Heusden. Een onderwal werd vroeger ook wel 'fausse-braye' genoemd.